# Dariusz Gęsior
Dariusz Jan Gęsior (Chorzów, 9 de outubro de 1969) é um ex-futebolista profissional polaco, atuava como defensor, medalhista olímpico de prata.
Dariusz Jan Gęsior conquistou a a medalha de prata em Barcelona 1992.